# Smålands Fotbollförbund

Smålands landskapsvapen som även är grundkomponenten i Smålands Fotbollförbunds emblem.

Smålands Fotbollförbund, ofta förkortat Smålands FF eller SmFF, är Svenska Fotbollförbundets regionala specialidrottsdistriktsförbund (SDF) för det geografiska området som innefattar länen Jönköping, Kalmar och Kronoberg.
Förbundet grundades den 19 mars 1911 och består år 2023 av 320 medlemsföreningar, vilket innebär att det är det tredje största distriktet inom svensk fotboll efter Stockholm och Skåne, och har sitt säte i Jönköping.

## Organisation
Smålands Fotbollförbund är en ideell förening med årsmötet som dess högst beslutande organ. Det är medlemsföreningarna som har rösträtt på årsmötet som framförallt beslutar i frågor såsom val av styrelse, godkännande av budget och verksamhetsplan i enlighet med stadgarna.
Utöver styrelsen finns inom förtroendemannaorganisationen stadigvarande kommittéer för anläggningsfrågor, domarfrågor, föreningsfrågor, tävlingsfrågor och utvecklingsfrågor som årligen utses av styrelsen för att på delegation av densamma verka inom specifika ändamål för styrelsens räkning.
Förbundets dagliga verksamhet handhas till största del av kansliorganisationen som framförallt finns belägen i Jönköping. Till det finns ett hundratal instruktörer inom bland annat domar-, spelar- och tränarutbildningen. Arbetet för den dagliga verksamheten leds av distriktschefen.

## Historia
Förbundet bildades den 19 mars 1911 i Nässjö. Fotbollen fanns däremot redan 1907 men då som en del under Smålands Idrottsförbund, med Adolf Ljunggren, Jönköping som förste ordförande.
Förbundets säte förläggs från starten till Jönköping, men 1913 överförs detta till Kalmar, för att redan följande år förﬂyttas till Huskvarna och har sedan dess varit förlagt till Södra Vätterbygden.
Fotbollen i Småland startade omkring sekelskiftet, troligen i Kalmar, Jönköping och Huskvarna.

### Händelser genom åren
Milstolparna är hämtade ut förbundets jubileumsbok som publicerades när förbundet fyllde 100 år.
1916: Förbundets första landskapsmatch spelas i Norrköping mot Östergötland. Detta var startskottet för de under senare vanligt förekommande matcherna distrikten emellan.
1919: Under årsmötet uttalas önskemål om att alla domare ska döma fotbollsmatcher efter samma principer. Samma år hålls en domarkurs i Svenska Fotbollförbundets regi i Jönköping.
1923: På begäran av Svenska Fotbollförbundet instiftas den första tävlingen riktad mot ungdomsspelare i förbundet i formatet av ett distriktsmästerskap. Första segraren av distriktsmästerskapet för ungdomar blev Ängö IF.
1925: Anton Lindbergh debuterar som förste småländske domaren i Allsvenskan. Tre år senare väljs han in som ordförande för förbundet och innehar den rollen i 39 år.
1932: Förbundets första tränarutbildningarna anordnas. De hålls i Kalmar och Jönköping. Förbundet spelar vänskapsmatch mot Litauens landslag i Kaunas och förlorar med 2-1.
1937: Förbundet arbetar fram ett avtal med Norrköpings försäkringscentral som gör det mera ekonomiskt för föreningar, anslutna till förbundet, att försäkra sina spelare.
1938: Fram till detta år administrerar förbundet även distriktets bandyidrott, men 1938 bildas ett eget specialidrottsdistriktsförbund i Svenska Bandyförbundets regi som tar över administrationen.
1946: Förbundet utökar landskapslagen till yngre åldrar för att stimulera ungdomsfotbollen
1954: Första gången en officiell landskamp, för Sverige, arrangeras inom förbundets geografiska område i Kalmar och motståndare är Island.
1963: Harry Bild blir första småländska vinnaren av Guldbollen.
1968: Östers IF blir det första småländska laget att vinna herrallsvenskt guld. Ett historiskt guld i och med att föreningen var debutant i högstaligan. Som Anton Lindberghs efterträdare, efter 39 år som ordförande, väljs Nisse "Glasblåsaren" Sjöström på årsmötet.
1970: Förbundets första damlagsserier arrangeras med 23 lag i fyra serie.
1974: Som Nisse "Glasblåsaren" Sjöströms efterträdare, efter 29 år som ordförande, väljs Lars-Åke Lagrell på årsmötet. En fotbollsledare som kommer att ha en betydande roll för svensk fotbolls utveckling framöver.
1980: Siv Karlsson väljs på årsmötet in i förbundets styrelse och blir därmed den första kvinnliga styrelseledamoten i förbundet.
1982: Margonia Påhlsson, från Vetlanda, debuterar som både första småländska och svenska kvinnliga domaren i Damallsvenskan.
1984: Sveriges första inomhusarena för fotboll byggs i Jönköping, Tipshallen. Vid invigningen i februari månad spelas en landskamp mot USA inför omkring 4 000 åskådare.
1985: Som Lars-Åke Lagrells efterträdare, efter elva år som ordförande, väljs Håkan Danielsson på årsmötet. Lars-Åke Lagrell utses till högsta tjänsteperson inom svensk fotboll i egenskap som generalsekreterare för Svenska Fotbollförbundet. Olle Nordin, från Delary, blir förbundskapten för herrlandslaget.
2006: Sveriges första beachsoccerförening bildas, i Vetlanda, vid namn Vetlanda United IF.
2010: IFK Värnamo, med tränare Jonas Thern, vinner division 1 och blir med det klara för spel i Superettan. Östers IF och Jönköping Södra IF håller sig kvar, via kval, i densamma. Det innebär att säsongen efter spelar tre småländska lag i Superettan och ett i Allsvenskan.

### Ordföranden
Följande personer har varit ordförande i förbundet:
- Christer Gustafsson (Bankeryd), 2016–[6]
- Håkan Danielsson (Södra Vi), 1985–2015
- Lars-Åke Lagrell (Jönköping), 1974–1984
- Nisse "Glasblåsaren" Sjöström (Kalmar), 1968–1973
- Anton Lindbergh, 1928–1967
- Thorwald Björck (Huskvarna), 1926
- Arvid Bor (Huskvarna), 1923
- G. R. Johansson (Jönköping), 1918–1922, 1924–1925, 1927
- Jörgen Bengtsson (Jönköping), 1916–1917
- Sven Lindell (Jönköping), 1915
- Josef Dahl (Huskvarna), 1914
- Gunnar Strandberg (Kalmar), 1913
- Hilding Runegård (Jönköping), 1911–1912
- Adolf Ljunggren (Jönköping), 1907–1910

### Distriktschefer
Följande personer har varit distriktschef i förbundet:
- Conny Nilsson, 2024–[7]
- Henrik Landén, 2017–2023[8]
- Börje Ericsson, –2016[6]
- Sten Nilsson
- Thorwald Björck, 1947–1956

### Hedersutmärkelser
Hedersutmärkelser beslutar årsmötet om och följande personer har tilldelats hedersutmärkelser i förbundet.

#### Hedersordföranden
- Lars-Åke Lagrell, Jönköping (2013)[9]
- Håkan Danielsson, Södra Vi (2017)[9][10]

#### Hedersledamöter
- Ola Andertoft, Markaryd (2025)
- Sven-Erik Bergkvist, Värnamo[9]
- Bengt Klang, Alvesta[11]
- Ronny Söderlund, Vetlanda[9]

## Kända fotbollsprofiler från Småland
- Karl-Erik Nilsson, ordförande i Svenska Fotbollförbundet
- Lars-Åke Lagrell, ordförande i Svenska Fotbollförbundet
- Jonas Thern, fotbollsspelare och -tränare från Värnamo
- Viktor Claesson, fotbollsspelare från Värnamo
- Simon Thern, fotbollsspelare från Värnamo

## Statistik
Inom förbundet finns:
- omkring 320 fotbollföreningar
- omkring 490 fotbollsplaner för spelformen 11 mot 11, varav omkring 60 är konstgräs
- omkring 170 fotbollsplaner för spelformerna 9 mot 9 eller 7 mot 7, varav omkring 10 är konstgräs
- omkring 1 700 seriespelande lag, varav omkring 70% är ungdomslag och 30% är dam- eller flicklag

Det innebär att förbundet är det tredje största distriktet inom svensk fotboll efter Stockholm och Skåne och i storlek med de större specialidrottsförbunden inom Riksidrottsförbundet.

## Smålandscupen
Årligen spelas mästerskap i Småland, även kallat Smålandscuperna, i olika tävlingskategorier. Framförallt koras smålandsmästare i kategorierna dam respektive herr. Följande klubbar, fördelat per säsong, har korats till smålandsmästare.
| Säsong | Dam                            | Herr                           |
| ------ | ------------------------------ | ------------------------------ |
| 2023   | Husqvarna FF                   | IF Haga                        |
| 2022   | Husqvarna FF                   | Husqvarna FF                   |
| 2021   | Inställd p.g.a. coronapandemin | Inställd p.g.a. coronapandemin |
| 2020   | Växjö DFF                      | Assyriska IK                   |
| 2019   | IFK Kalmar                     | Räppe GOIF                     |
| 2018   | Mariebo IK                     | Växjö United FC                |
| 2017   | IFK Kalmar                     | Husqvarna FF                   |
| 2016   | IFK Kalmar                     | Oskarshamn AIK                 |
| 2015   | IFK Kalmar                     | Östers IF                      |

## Årets spelare i Småland
Tillsammans med Svenska Sportjournalisternas distriktsklubb i Småland utser förbundet årligen Årets spelare i Småland inom kategorierna dam- respektive herrspelare. Följande personer har mottagit utmärkelsen.
| Säsong | Dam                            | Herr                               |
| ------ | ------------------------------ | ---------------------------------- |
| 2024   | Maja Bay Østergaard, Växjö DFF | Dino Islamovic, Kalmar FF          |
| 2023   | Alexandra Jonasson, Växjö DFF  | Simon Skrabb, Kalmar FF            |
| 2022   | Louise Högrell, Växjö DFF      | Marcus Antonsson, IFK Värnamo      |
| 2021   | Klara Rybrink, IFK Kalmar      | Oliver Berg, Kalmar FF             |
| 2020   | Signe Holt Andersen, Växjö DFF | Isak Magnusson, Kalmar FF          |
| 2019   | Elin Karlsson, Växjö DFF       | Lucas Hägg Johansson, Kalmar FF    |
| 2018   | Anna Anvegård, Växjö DFF       | Viktor Elm, Kalmar FF              |
| 2017   | Jonna Ståhl, Växjö DFF         | Robert Gojani, Jönköpings Södra IF |
| 2016   | Anna Anvegård, Växjö DFF       | Ismael Silva Lima, Kalmar FF       |
| 2015   | Lovisa Johansson, IFK Kalmar   | André Calisir, Jönköpings Södra IF |